# 莱姆巴赫
莱姆巴赫（德語：Leimbach，發音：[ˈlaɪmbax] ⓘ）是德国图林根州瓦特堡县的市镇，面积8.63平方千米，2023年12月31日人口为1,700人。